# Superdownhome
 (avril 2021).
Superdownhome est un duo italien de blues composé de Henry Sauda et Beppe Facchetti.

## Membres
- Henry Sauda : guitare et chant
- Beppe Facchetti : batterie

## Discographie
- 2021 : No Balls, No Blues Chips, DixieFrog
- 2022 : Blues pyromaniacs
- 2024 : The remixes, EP.